# Nicoffeine
Nicoffeine ist eine deutsche Noise-Rock-Band aus Koblenz, bestehend aus den Musikern Soheyl Nassary (Gitarre, Gesang), Guido Lucas (Bass) und Jörg A. Schneider (Schlagzeug).

## Geschichte

### Anfangszeit (1995–2000)
Soheyl Nassary gründete 1995 zusammen mit Farjan Dehnad Tabatabai (Gesang) und Thorsten Pagé (Bass) die Band Midian. Nach der Gründung nahm die Band zunächst mit wechselnder Besetzung am Schlagzeug Demos auf und spielte Konzerte auf lokaler Ebene.
1996–1997 wurden Christoph Reichling am Schlagzeug von Carsten Michels und Thorsten Pagé am Bass von Christian Jung ersetzt. Die neuen Mitglieder erwiesen sich in der Folgezeit als Bereicherung für die musikalische Entwicklung der Band. Mit der neuen Besetzung wurde 1998 eine EP auf dem eigenen Label Polychronoise veröffentlicht.

### Neugründung (2000)
Aufgrund der Weiterentwickelung des Sounds durch die neue Besetzung entschieden sich die Bandmitglieder im Jahr 2000 für die Umbenennung der Band in Nicoffeine. Kurz vor der Umbenennung der Band verließ Farjan Dehnad Tabatabai die Band und Nicoffeine agierten als Trio mit Gastsänger Mario Burgard weiter. Im selben Jahr nahmen Nicoffeine ihr erstes Studioalbum im vom Produzenten Guido Lucas betriebenen Blubox-Tonstudio auf.
2001 veröffentlichten Nicoffeine ihr erstes Album Beware the Ides of August / Supercharger No.6 auf Guido Lucas’ Label bluNoise Records, wo sie auch bis heute ihre Alben veröffentlichen. Zwischen 2001 und 2003 folgten weitere Umstrukturierungen. Nassary übernahm den Gesangspart und die Besetzung wurde durch den Electronic-Act Rotorboy (David Wölk von Cowboys in Cubes), der durch seine Soundscapes die Nicoffeine-Alben mitgestaltete, erweitert. 2005 erschien das Album Savant Lies Away From Home; 2006 wurde der bisherige Schlagzeuger Norman Achenbach durch Jörg A. Schneider (Ex-Les Hommes Qui Wear Espandrillos) ersetzt, der 2007 auch das dritte Studioalbum Admiring Those Artholes mit einspielte. Vor den Aufnahmen zum vierten Album Lighthealer Stalking Flashplayer, das 2010 erschien, löste schließlich Guido Lucas den langjährigen Bassisten Christian Jung ab.
Alle Nicoffeine-Alben wurden auf bluNoise Records veröffentlicht und von Guido Lucas produziert. Sämtliche Coverartworks wurden von Soheyl Nassary gestaltet.

## Stil
Nicoffeines Musik wird allgemein dem Bereich des Noise-Rock zugeordnet, ist jedoch dennoch als Genre-übergreifend zu betrachten. Alternative-Rock, Art-Rock / Progressive Rock, Drone, No Wave, Sludge, Neo-Psychedelia, Ambient und Avantgarde sind weitere Genres, denen Nicoffeine zugeordnet wird.

## Diskografie

### Alben
- 2001: Beware the Ides of August / Supercharger No.6 (CD, bluNoise)
- 2005: Savant Lies Away from Home (LP, bluNoise)
- 2007: Admiring Those Artholes (LP, bluNoise)
- 2010: Lighthealer Stalking Flashplayer (CD, bluNoise)
- 2013: Au Revoir Golden Air (CD, bluNoise)

### Singles und EPs
- 1998: als Midian: Pornoise EP (CD, Polychronoise)
- 2003: Midians Pornoise Filtered (CD, Polychronoise)
- 2004: Bodysoothing Split mit Lude (12"; bluNoise)

### Kompilations-Beiträge
- Swearword auf The Finest Noise Volume 4
- In Some Case auf Revelation No. 18
- My Bedroom My Freezer auf Revelation No. 19
- Vanity Dear Rarity auf BluNoise Records. Portrait of an Independent Music Label

## Video-Clips
- 2004: Nea
- 2004: Pockettaker Hymn (Regie: Soheyl Nassary)

## Projekte

### Weitere Bands und Seitenprojekte
- Soheyl Nassary: Polychronoise (seit 1997)
- Jörg A. Schneider: Les Hommes Qui Wear Espandrillos (1989–2005), Fischessen (seit 2004), Tarngo (seit 2004)
- Christian Jung: Creutzfeldt (1995–2003), Corova (seit 2005)
- David Wölk: Cowboys in Cubes (seit 1997)

### Weitere Aktivitäten
- Nassary, Jung und Wölk gründen 2004 ihr eigenes Designbüro Eyetm D & K
- Soheyl Nassary produziert 2006 den Dokumentationsfilm BluNoise Records. Portrait of an Independent Music Label